# Ramses al III-lea
Ramses al III-lea  a fost al doilea faraon din Dinastia a XX-a ( a trăit cca. 1221 – 1155 î.Hr. ). Este considerat ultimul suveran important al Noului Regat. A domnit 31 de ani, dar perioada este controversată  (sunt minim nouă variante), cel mai probabil între 1186 – 1155 î.Hr. În decursul lungii sale domnii a purtat numeroase războaie cu vecinii săi din Libia și a respins decisiv cel puțin  un atac venit din partea Popoarelor mării. Pe plan intern a încercat, fără să reușească pe deplin, să eradicheze din administrație flagelul corupției. A fost un ultim mare constructor, ridicând temple noi și reparându-le sau recondiționându-le pe cele mai vechi.
Rămân în istorie două episoade memorabile din perioada Domniei sale: prima grevă documentată din istorie,care  a avut loc pe șantierul muncitorilor la mormintele din Valea Regilor în Deir el-Medinah și „Complotul din harem” descoperit în ultimul său an din viață (faraonul însuși moare în cursul procesului)  amenințând succesiunea moștenitorului desemnat la tron (Ramses al IV-lea) în favoarea prințului Pentaure susținut de complotiștii de pe lângă regina Tiyi . 

## Familia
Tatăl său a fost întemeietorul celei de-a XX-a Dinastii, faraonul Setnakhte, în timp ce mama sa era regina-consoartă principală, Tiyi-merenese.
Dintre soțiile sale, mai importante sunt următoarele trei:
1)	Isis (Iset) ca regină-consoartă de prim rang . Aceasta era probabil asiatică deoarece numele mamei sale (Hebnerdjent) fiind un nume sirian. I-a dăruit patru copii ,dintre care doi vor ajunge viitori regi (Ramses al IV-lea și al VI-lea, respectiv) iar unul dintre copii, Amonherkhepshef, mort la doar 15 ani, va fi înmormântat într-un mormînt din Valea Regilor (QV55), mormânt care descoperit ulterior  a fost găsit bine conservat .
2)	O altă  regină-consoartă de rang secund se numea Tiyi;  aceasta a fost condamnată  la moarte pentru participarea la un complot de palat ce urmărea detronarea lui Ramses în favoarea fiului său, Pentaure. În afară de acesta, a avut alți cinci copii cu ea, dintre care probabil pe Ramses al VIII-lea (posibil chiar fiul lui Pentaure) și pe Khemouaset, preot al lui Ptah la Memphis  și care a fost înmormântat în Valea Regilor (QV44), mormântul său fiind descoperit într-o bună stare de conservare.
3)	În fine, a avut-o și pe Minefer ca soție-consoartă de rang inferior ; a avut un fiu cu ea (Montuherkehepshef). Acesta s-a căsătorit la rândul său și a avut un băiat, pe viitorul Ramses al IX-lea.
Urmașul la domnie este fiul său cel mai mare rămas în viață, născut din legătura cu soția-consoartă principală Isis și care este cunoscut în istorie sub numele de Ramses al IV-lea.  Ramses al IV-lea avea probabil 45 de ani când a accedat la tron.

## Domnia

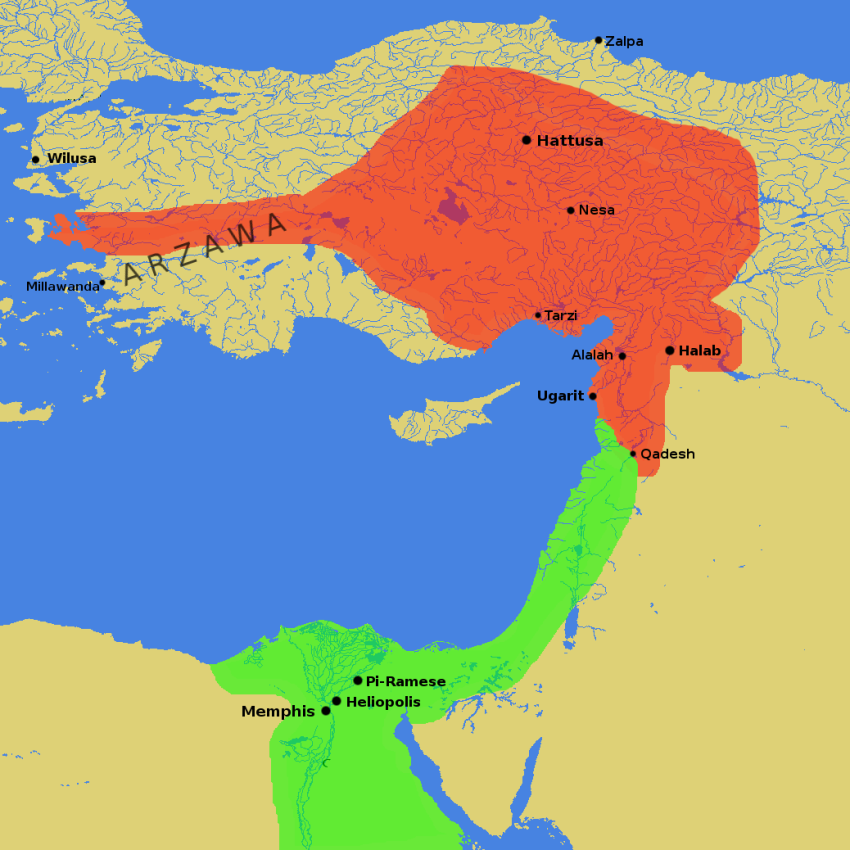
Estul Mediteranei și Anatolia în sec.al XIII-lea î.Hr.

Ramses a venit pe tron într-o perioadă tulbure și violentă. Concomitent sau apropiate în timp cu perioada cât a stat pe tronul Egiptului au avut loc evenimente dramatice în zona de est a Mării Mediterane: marea invazie a popoarelor pe teritoriul Greciei de astăzi, distrugerea civilizației miceniene, războaiele troiene, migrația Popoarelor mării, prăbușirea Imperiului hittit, etc. Faraonul s-a confruntat în trei campanii de amploare cu atacurile libienilor (anii 6 și 11 ai Domniei) intercalate cu o tentativă de invazie din partea Popoarelor mării în anul 8 (cca . 1178 î.Hr.).
În afara amenințărilor externe, situația internă era dificilă, cu mari probleme administrative, corupția era atotputernică, la fel și clanul preoților lui Amon (a căror influență a crescut  pînă la a asigura o „Dinastie” paralelă cu cea oficială  în vremea Dinastiei a XXI-a). Faraonul a încercat să desăvârșească opera organizatorică începută de tatăl său, să unifice din nou cele două mari provincii egiptene (Egiptul de Sus cu cel de Jos), să asigure o administrație eficientă și necoruptă, dar s-a lovit de obstacole insurmontabile. Progresele înregistrate au fost anihilate aproape în totalitate înspre sfârșitul Domniei sale de dificultățile financiare apărute ca urmare a cheltuielilor necesare susținerii războaielor și vastului program edilitar inițiat. Un șir de recolte proaste a dus la înrăutățirea și mai accentuată a situației politico-economice a Egiptului.
Odată cu sfârșitul Domniei sale Egiptul își începe declinul  lent dar ireversibil, țara devenind ulterior o țintă a ambițiilor teritoriale ale vecinilor și/sau ale marilor imperii din zonă .
Ca izvoare principale asupra epocii sale avem două izvoare scrise (ambele redactate sub Ramses al IV-lea) - Marele Papirus Harris  și  Papirusul Judiciar de la Torino și inscripțiile săpate pe pereții templului său mortuar de la Medinet Habu.

### Începutul Domniei
Începuturile guvernării sale se constituie într-o perioadă de reforme administrative și militare. Faraonul păstrează inițial cei doi viziri (un fel de guvernatori/prim miniștri) ai Egiptului de Sus și ai Egiptului de Jos, pentru ca după câțiva ani, nemulțumit se pare de tendințele centrifuge ale provinciei nordice, să le unifice sub o singură administrație.
Armata este pentru prima dată separată pe criteriile unei armate moderne: infanterie, cavalerie (care de luptă), arcași, aprovizionare și trupe auxiliare. Funcție de context, mai sunt încorporate și trupe de mercenari (multe constituite din captivi ai războaielor cu libienii sau cu Popoarele mării).

### Războaiele de apărare
- Inscripțiile de la Medinet Habu menționează atacul vecinilor libieni în anul 5 al Domniei Faraonului. Aceștia sunt respinși mulțumită armatei mai bine organizate și echipate.

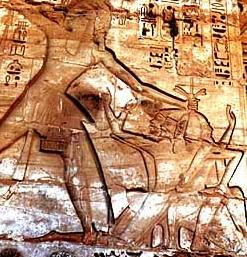
Ramses al III-lea și câțiva dușmani capturați în reliefurile de la Medinet Habu

- În anul 8 al Domniei ( posibil 1178 î.Hr.) Ramses se confruntă cu marea invazie a Popoarelor mării. În exodul lor, acestea atacaseră și distruseseră numeroase orașe și civilizații din zonă (Cipru cu capitala Enkomi, Ugarit, Imperiul Hittit,Imperiul Mittani, etc.) și se îndreptau în două mari grupuri paralele  spre Egipt, unul pe mare pe corăbii, celălalt pe uscat, întovărășit de care trase de boi în care își transportau familiile și bagajele. Faraonul recurge inițial la atacarea inamicilor de pe uscat, pe care îi înfrânge într-o bătălie decisivă desfășurată probabil undeva în sudul Canaanului, apoi se îndreaptă spre Delta Nilului, unde așteaptă flota de desant a inamicilor. Îi atrage pe aceștia pe brațul canopic al fluviului unde avea o flotă de vase fluviale construită cu ceva vreme înainte. Pe maluri arcași instruiți să împiedice tentativele de debarcare țin sub tir constant navele invadatoare (se pare că Popoarele mării nu cunoșteau sau nu foloseau arcul) în timp ce vasele egiptene abordează cu cârlige și harpoane corăbiile inamice. Urmează o luptă crâncenă din care egiptenii ies victorioși. În Marele Papirus Harris găsim o evocare a luptei: „ Cât despre cei care mi-au ajuns la granițe, sămânța lor nu mai este, inima și sufletul lor au pierit pentru totdeauna. În ceea ce-i privește pe aceia care au venit împreună direct de pe mare, totul era o  flacără în calea lor la gurile Nilului, în timp ce o grămadă de lănci i-a înconjurat pe țărm, i-a pironit pe plaje, i-a măcelărit și i-a așezat despicați în grămezi ” ( variantă aproximativă ). Ca urmare a acestei victorii  dispare amenințarea reprezentată de Popoarele mării, a căror soartă ulterioară este controversată. Probabil sedentarizați în Canaan dau numele ulterior al provinciei (din Peleset / Filistini apare Filistina / Palestina de azi) în timp ce alții sunt posibilii strămoși ai populațiilor din insule mediteraneene ca Sicilia (de la Shekelesh) și  Sardinia (de la Sherden)  sau ale altor popoare (etruscii sau tirrhenienii de la Tjekker, lyceenii de la Lukka, etc).

- Din nou atacat de o coaliție de triburi libiene care asediază Memphis-ul în anul 11 al Domniei, faraonul iese victorios din războiul cu acestea printr-o luptă sub zidurile orașului și asigură o perioadă de liniște externă Egiptului. Efectuează cu succes o expediție punitivă în vestul Deltei Nilului asupra acelorași libieni care se revoltaseră împotriva prințului libian (educat la curtea egipteană) pe care îl  instalase la putere.

Victoriile din războaiele purtate cu inamicii din afară au un dublu impact: pe de o parte reconfirmă statutul de mare putere în zonă a Egiptului , pe de altă parte permit exploatarea în continuare a rezervelor minerale din Sinai și primirea de tribut de la structurile statale vasale din zona Levantului.

### Activitatea economică
După perioada războaielor duse în prima parte a Domniei, urmează o perioadă de relativ calm și stabilitate, mediu propice reluării unei intense activități comerciale. Se exploatează minele din Sinai și cele din sudul Canaanului (Timna, producătoare de cupru). 
Faraonul însuși patronează cel puțin o expediție în Punt menită să aducă produsele exotice solicitate de clasa egipteană rafinată (fildeș, aur, abanos, argint, animale exotice, etc).
În ultimii ani ai domniei, însă, apare un lung șir de recolte slabe, favorizate după unele teorii de erupția concomitentă a unui vulcan islandez (Hekla) , care ar fi determinat răcirea climei. Ca urmare, prețul grânelor crește exponențial, în timp ce prețul sclavilor și al păsărilor, de exemplu, rămâne relativ constant.
Întrucât în epocă se folosea tainul de produse alimentare ca plată a muncitorilor (nu se cunoștea moneda), apare și prima grevă consemnată în istorie. Muncitorii care lucrau la mormintele regale din Valea Regilor și care erau cazați într-un sat din apropiere – Set Maat her imenty Waset (astăzi Deir el Medina ) refuză reluarea lucrului în anul 29 al Domniei  (cca. 1157 î.Hr.). Scribul Neferhotep descrie situația intolerabilă, accentuată de abuzurile administratorilor șantierelor și menționează lamentările lucrătorilor: „Ne este foame!” într-un papirus aflat acum la Muzeul egiptean din Torino.

### Ultimii ani- Procesul „Complotului din harem”
- În chiar ultimul an al Domniei sale este descoperit un complot de palat („Complotul haremului”) menit să modifice succesiunea desemnată a Faraonului. Complotiștii urmăreau punerea pe tron a altui fiu al lui Ramses al III-lea, Pentaure, conceput cu o soție-consoartă de rangul doi numită Tiyi. Aceasta grupase în jurul ei alte concubine, mai mulți membri influenți ai administrației(inspectori), ai armatei (inclusiv comandantul armatei din Nubia) și chiar preoți practicanți ai „Magiei negre”.  Odată descoperit complotul, Faraonul și prințul moștenitor - viitorul Ramses al IV-lea, înființează un Tribunal excepțional format din 14 membri aleși de prinț în fața căruia vor apare cei cca 40 de acuzați. Tribunalul avea puteri depline în a efectua anchete judiciare, a judeca și condamna acuzații, așa cum se precizează în așa-numitul „Papirus judiciar” păstrat la Muzeul egiptean din Torino. Lucrările tribunalului sunt îndelungate, faraonul însuși murind în timpul procesului. Sentințele date sunt aspre, multe fiind de executare sub diverse forme a complotiștilor (arderea era considerată „ o a doua moarte”, definitivă de această dată). Membrilor familiei regale le era rezervată sinuciderea prin otrăvire urmată de ștergerea numelor din inscripții („damnatio memoriae”). Probabil că prințul Pentaure a suferit o astfel de soartă, nici numele lui real nefiind cunoscut, nici mumia sa nefiind identificată (sunt prezumții neconfirmate legate de o mumie găsită impropriu mumificată și cu o expresie de groază pe figură). În privința soției-consoarte Tiyi, nici soarta ei nu este cunoscută.

- După proces apar acuzații ce vizează cinci membri ai Tribunalului, suspectați că ar fi primit „favoruri” de la unele din concubinele acuzate. Patru sunt găsiți vinovați și condamnați la diverse mutilări sau la moarte (unul singur), ultimul fiind declarat nevinovat.

## Mormântul

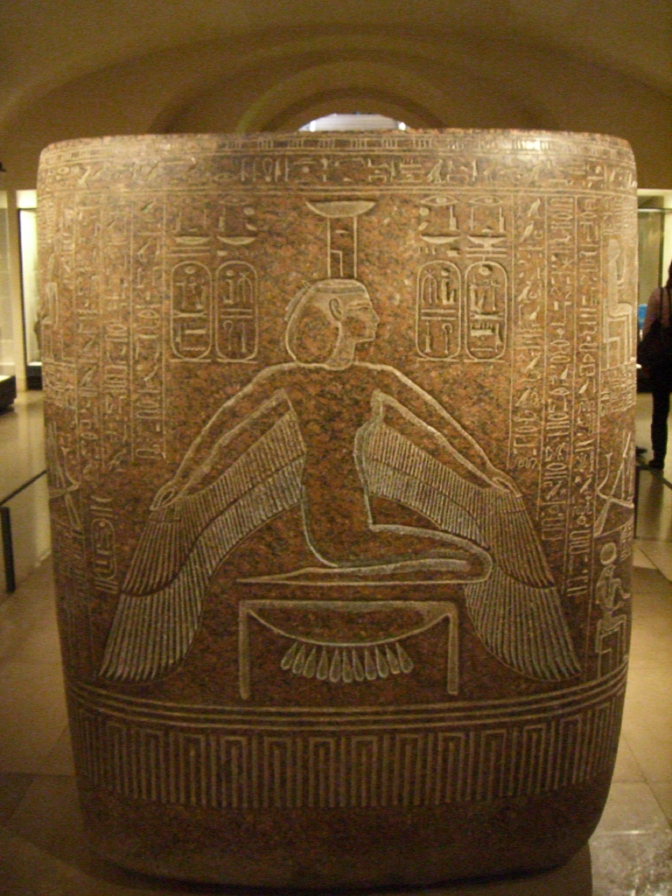
Sarcofagul lui Ramses al III-lea conservat la Luvru

Cum a murit faraonul nu se cunoaște cu exactitate. Se presupune că nu din cauza "Complotului din harem", deși complotiștii au mărturisit utilizarea de diverse otrăvuri, vrăji sau incantații efectuate de practicanți ai " Magiei negre" asupra unor păpuși de ceară reprezentându-l pe Ramses al III-lea.
Înmormântat inițial în mormântul  său  situat în Valea Regilor (KV11), mumia sa a suferit aceeași soartă cu a mai multor iluștri faraoni: a fost transportată în ascunzătoarea din Deir el-Bahari  (DB 320) de către Marele Preot al lui Amon Pinedjem al II-lea în timpul Dinastiei a XXI-a. Acesta era îngrijorat de amploarea jafurilor comise de profanatorii de morminte, așa că a hotărât mutarea în siguranță a mai multor mumii regale.
Mumia sa, care dezvăluie trăsăturile unui bărbat de cca. 65 ani, fără semne exterioare de violență, se află în Muzeul egiptean din Cairo, superbul  său sarcofag din cuarțit roz  la Luvru și capacul acestuia la Muzeul Fitzwilliams din Cambridge.

## Concluzii
- Ultimul mare faraon al Noului Regat, după unii autori chiar ultimul mare faraon egiptean, a domnit într-o perioadă foarte dificilă pentru Egipt. A reușit să-și salveze țara de amenințarea Popoarelor mării care devastaseră estul Mediteranei și dăduseră lovitura de grație Imperiilor Hittit și Mittani și să-i păstreze independența în fața atacurilor repetate ale libienilor.
- A încercat și parțial a și reușit unificarea administrației imperiale și asanarea acesteia. A reformat armata egipteană, transformând-o într-o armată redutabilă ca forță și organizare. Comerțul a fost încurajat prin promovarea contactelor cu Puntul, economia a funcționat până la seria de recolte slabe din ultimii ani ai Domniei sale.

- Deși tentase reformarea din profunzime a societății egiptene, reformând atît armata cât și administrația ( exista acum împărțirea societății în : funcționari ai Palatului, funcționari provinciali, militari și muncitori ) , opera lui Ramses al III-lea nu îi va supraviețui mult timp acestuia. Ceilalți membri ai Dinastiei a XX-a , mulți consangvini, nu s-au ridicat la înălțimea predecesorului al cărui nume îl adoptaseră (după marele Ramses al II-lea). Egiptul pierde treptat influența și teritoriile din Orientul Apropiat și din Nubia; economic suferă și handicapul tehnologic datorat lipsei minereului de fier , astfel că nu mai ajunge să joace un rol de prim plan în regiune.